# پرویز خرسند
پرویز خرسند نویسنده، روزنامه‌نگار و چهره فرهنگی اهل ایران، متولد ۱۳۱۹ از مشهد است که پس از انقلاب ۱۳۵۷ ایران، نخستین سردبیر هفته‌نامه سروش بود. 

او از دوستان نزدیک علی شریعتی و ویراستار آثار او در سال ۱۳۵۰ بود. شریعتی در یکی از آثارش، تحت عنوان «نامه دکتر به پرویز خرسند» از او به نیکی یاد کرده است. 

وی سال‌ها ویراستاری و سردبیری آثار و نشریات حسینیه ارشاد را بر عهده داشت و به دلیل نوشته‌ها و سخنرانی‌هایش در دوران پهلوی زندانی بود.

## زندگی
او روزنامه‌نگاری و نویسندگی را در دوران نوجوانی در دهه ۳۰ آغاز کرد. بعدها در مشهد به کانون نشر حقایق (کانون استاد محمد تقی شریعتی) پیوست. وی در سال ۱۳۴۱ تحت تعقیب قرار گرفت و به یک روستا گریخت. در آنجا دو کتاب «آنجا که حق پیروز است» (با مقدمه حکیمی) و «مرثیه‌ای که ناسروده ماند» (با مقدمه محمد تقی شریعتی) را نوشت. 

او به دانشگاه فردوسی مشهد رفت و با نگارش مقاله‌های ادبی و انقلابی بازداشت و زندانی شد. در همین زمان کتاب «برزیگران دشت خون» را نوشت. 

وی بعد از تعطیلی حسینیه ارشاد، به بنیاد شاهنامه رفت و زیر نظر جلال‌الدین همایی به کار مشغول شد.

## فعالیت‌ها
پرویز خرسند با حکم علی خامنه‌ای، به عنوان اولین سردبیر مجله «سروش» منصوب شد و در سالهای ۱۳۵۸ تا ۱۳۵۹ سردبیر این هفته‌نامه بود. بعدها کتابی هم با عنوان پیغام زخم مشتمل بر نوشته‌های او ـ که سبکی است میان نثر و شعر نو ـ چاپ شد. 

پس از آن به شرح ادبی نهج‌البلاغه پرداخت.
خرسند اثر «هابیل و قابیل» را در صبح عاشورای سال پنجاه شمسی نوشت و ظهر همان روز در حسینیه ارشاد با صدای خود دکلمه کرد که بعدها از طریق برادرش مخفیانه در رادیو مشهد، آن را به صورت ویژه‌ای تولید و تدوین، و در قالب صوتی عرضه کرد. 

کتاب خاطرات زندان او توسط سازمان فرهنگی و هنری شهرداری تهران به همت محمدعلی زم منتشر شده است. وی بعدها به تدریس نثر ادبی و پرورش شاگرد، پرداخت.

## آثار
1. برزیگران دشت خون[۱۴][۱۵]
2. آن جا که حق پیروز است[۱۶]
3. مرثیه‌ای که ناسروده مانده
4. پیغام زخم
5. هابیل و قابیل[۱۱]
6. مجموعه سرمقاله‌های مطبوعاتی
7. شهید همه اعصار
8. من و یگانه و دیوار